# Benjamin Knoche
Benjamin Knoche (* 11. Oktober 1978 in Hagen) ist ein Fußballtrainer und ehemaliger deutscher Fußballspieler. Knoche wurde als Rechtsfuß im Abwehrzentrum und auf der rechten Außenverteidigerposition sowie im defensiven Mittelfeld eingesetzt.

## Karriere
Nachdem Knoche bei zwei regionalen Amateurvereinen gespielt hatte, wechselte er als 14-Jähriger in die Nachwuchsabteilung von Borussia Dortmund. Dort feierte er als A-Jugendlicher zwei deutsche Meistertitel in Folge. Nach drei Jahren bei den Amateuren des BVB, in denen er 1997 sein einziges Bundesligaspiel absolvierte, wechselte er zu den Sportfreunden Siegen. Dort spielte er zwei Jahre, bevor er wieder zu der 2. Mannschaft von Borussia Dortmund zurückkehrte. Dort blieb er erneut zwei Jahre lang, bis er 2004 zu der 2. Mannschaft von Borussia Mönchengladbach wechselte, wo er vier Jahre lang aktiv war.
2008 beendete er seine Profikarriere und schloss sich dem Landesligisten TuS Ennepetal an. Zur Spielzeit 2011/12 wechselte er zum Landesligisten FSV Vohwinkel, wo er unter Ex-Bundesligaspieler Holger Gaißmayer agierte. Zudem trainierte er dort die U19-Mannschaft. Von 2014 bis 2017 trainierte Knoche den derzeitigen Hagener Fußball-Landesligisten SpVg. Hagen 1911, danach wechselte er bis April 2019 zum SV Herbede in Witten.

## Einsätze als Spieler
- Bundesligaspiele    1
- Regionalligaspiele  284
- Oberligaspiele      94
- U21-Nationalmannschaft 1
- DFB-Olympiaauswahl     2

## Erfolge als Spieler
- Deutscher A-Jugendmeister 1996 und 1997
- Aufstiege aus der Fußball-Oberliga in die Fußball-Regionalliga 1998/99 und 2005/06
- Aufstieg aus der Fußball-Landesliga in die Fußball-Westfalenliga 2008/09